# Haliaspis spartinae
Haliaspis spartinae är en insektsart som först beskrevs av Comstock 1883.  Haliaspis spartinae ingår i släktet Haliaspis och familjen pansarsköldlöss. Inga underarter finns listade i Catalogue of Life.